# اس‌ام یوسی-۹۴
اس‌ام یوسی-۹۴ (به انگلیسی: SM UC-94) یک زیردریایی است که طول آن ۱۸۵ فوت ۵ اینچ (۵۶٫۵۲ متر) می‌باشد. این زیردریایی در سال ۱۹۱۸ ساخته شد.